# Michael Dukakis

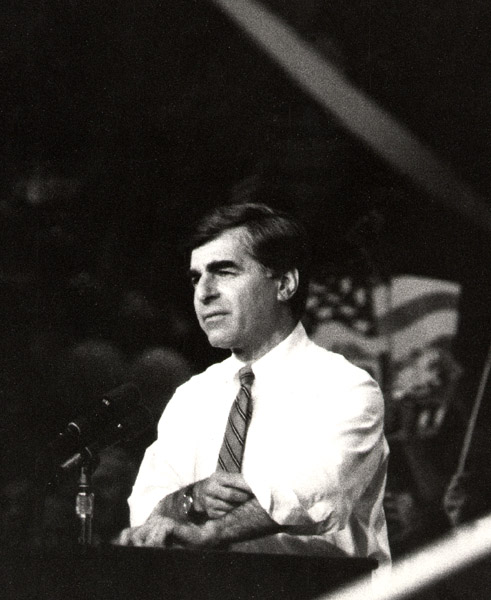
Dukakis bei einer Wahlkampfveranstaltung 1988

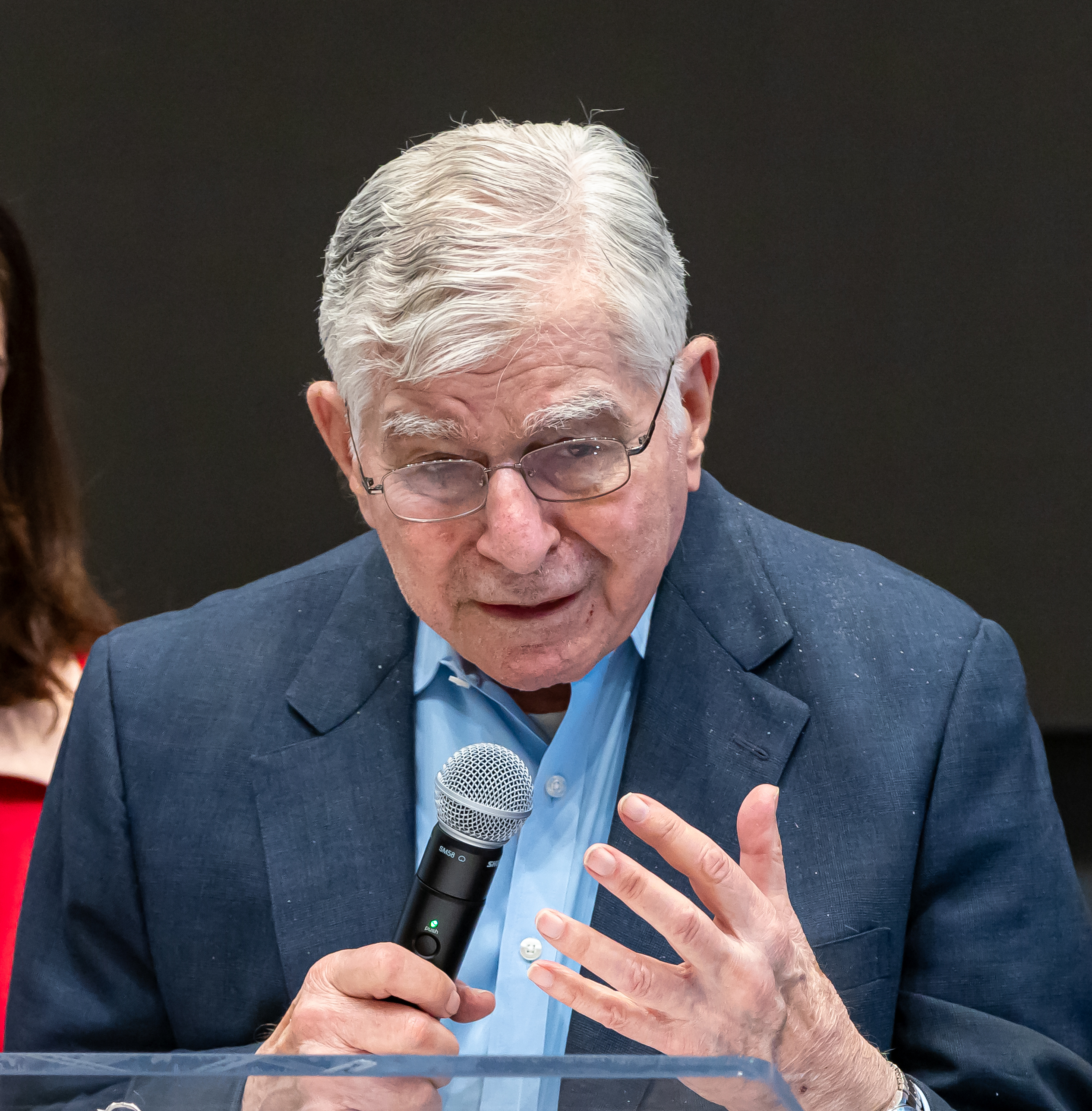
Michael Dukakis (2024)

Michael Stanley Dukakis (* 3. November 1933 in Brookline, Massachusetts) ist ein US-amerikanischer Politiker der Demokratischen Partei und Hochschullehrer. Er war von 1975 bis 1979 und von 1983 bis 1991 Gouverneur des Bundesstaates Massachusetts. Bei der Präsidentschaftswahl 1988 trat er als Kandidat seiner Partei an, musste sich aber dem Republikaner George H. W. Bush geschlagen geben.

## Leben
Sein Vater Panos Dukakis (1896–1979) und seine Mutter Euterpe (geborene Boukis, 1903–2003) waren griechische Einwanderer. Michael Dukakis studierte bis 1960 Rechtswissenschaften an der Harvard University, wo er den Juris Doctor erwarb. Er war von 1962 bis 1970 Abgeordneter im Repräsentantenhaus von Massachusetts.
Von 1975 bis 1979 und nochmals von 1983 bis 1991 war Dukakis Gouverneur von Massachusetts. Seine eigene Partei hatte ihn 1978 nach seiner ersten Amtszeit nicht zur Wiederwahl gestellt und stattdessen Edward J. King nominiert.
In Boston verbesserte Dukakis den öffentlichen Personennahverkehr (MassTrans) und ließ die dortige U-Bahn modernisieren. 1977 rehabilitierte er die italienischstämmigen US-Anarchisten Sacco und Vanzetti, die 1921 vorgeblich wegen Raubmordes, vermutlich aber aus politischen Gründen zum Tode verurteilt und 1927 hingerichtet worden waren.
1988 war Dukakis der Kandidat der Demokratischen Partei für die Wahl zum 41. Präsidenten der Vereinigten Staaten von Amerika, verlor aber mit seinem Vizepräsidentschaftskandidaten Lloyd Bentsen deutlich gegen George Bush und Dan Quayle.
Nach seiner politischen Laufbahn wurde er im Juni 1991 Hochschullehrer für Politikwissenschaften (Distinguished Professor of Political Science) an der Northeastern University in Boston und Visiting Professor of Public Policy an der University of California, Los Angeles. Von 1998 bis 2003 war er zweiter Vorstandsvorsitzender bei dem öffentlichen Unternehmen National Railroad Passenger Corporation (Amtrak).
Michael Dukakis war von 1963 bis zu ihrem Tod im Jahr 2025 mit Katharine („Kitty“) Dickson Dukakis (1936–2025) verheiratet. Sie haben drei Kinder: John, Andrea und Kara; ein viertes Kind starb 20 Minuten nach der Geburt. Dukakis lebt in Brookline und im Winter in Los Angeles (Kalifornien). Michael Dukakis ist der Vetter der Schauspielerin und Oscarpreisträgerin Olympia Dukakis (1931–2021).
2012 wurde ihm der japanische mehrfarbige Orden der Aufgehenden Sonne am Band verliehen.